# Velký bazar
Velký bazar (Le Grand Bazar) je francouzská bláznivá filmová komedie se skupinou Les Charlots, kterou roku 1973 napsal a režíroval Claude Zidi.
Natáčelo se na předměstích Paříže Meudon-la-Forêt a Clamart a v supermarketu Euromarché (který se pod svým skutečným názvem objevuje i ve filmu) v Athis-Mons.

## Děj
Les Charlots hrají čtveřici mladých potrhlých smolařů (jejich typická role), kteří se zajímají hlavně o motorky a děvčata, ale pro svou lehkomyslnost a sklon k přitahování katastrof si nedokáží udržet žádnou práci. Naposled jsou svorně vyhozeni z továrny na výrobu travních sekaček, neboť už poněkolikáté ze součástek svévolně postavili motocykl. Scházejí se v bistru s obchůdkem, patřícímu jejich staršímu kamarádovi Émilovi, který jim dohazuje různé brigády a možnosti výdělku. 
Jednoho dne zničehonic vyroste na sousední planině velký supermarket, který přetáhne všem místním drobným živnostníkům zákazníky. Émile se postaví do čela demonstrantů protestujících proti novým poměrům, ale mazaný vedoucí supermarketu jim nabídne, aby místo marného udržování svých podniků šli pracovat k němu. Émile tak zůstane ve svém kategorickém odporu osamocen, věrně po boku mu zůstanou jen čtyři Charlots. 
Rozhodnou se Émilovi pomoct za každou cenu, takže se vydávají do supermarketu na loupežné výpravy a různými rafinovanými způsoby kradou zboží, aby ho Émile mohl prodávat ve svém hokynářství za výhodnější ceny. Další přidanou hodnotou jeho obchůdku je osobní zákaznický přístup, který s Émilem obstarávají sami Charlots (v podobě potrhlého muzikálového čísla). První den tohoto provozu slaví velký úspěch, avšak ředitel supermarketu se rychle přizpůsobí a angažuje do pokladen atraktivní svalovce, kteří dámské zákaznice ihned přetáhnou od Émila zase zpátky. 
Krach Émilova podniku je tím nevyhnutelný a dochází k jeho dražbě. Charlots provedou poslední zoufalý pokus o jeho záchranu a rozhodnou se v supermarketu ukrást pytle s tržbou, aby mohli přeplatit ředitele a bistro sami odkoupit. Zatímco dva z nich provádějí loupež (která se ovšem poněkud zvrtne), druhá dvojice se všemožně snaží dražbu zdržovat. Nakonec dojde k tomu, že se Charlots ve zmatku zmocní falešných pytlů plných starého papíru, takže nejsou schopni zaplatit, ale prodejní cena za podnik byla mezitím vyhnaná tak vysoko, že si Émile nakonec nemá na co stěžovat a svým čtyřem přátelům se ještě může štědře odměnit.

## Hrají
- Gérard Rinaldi: Gérard
- Jean Sarrus: Jean
- Gérard Filipelli: Phil
- Jean-Guy Fechner: Jean-Guy
- Michel Galabru: Émile
- Michel Serrault: ředitel supermarketu
- Jacques Seiler: šéf ochranky v supermarketu
- Coluche: zájemce o koupi bytu
- Roger Carel: licitátor